# Georges Boris Pallot
Georges Boris „Bill“ Pallot (* 17. Februar 1964 in Digoin, Département Saône-et-Loire) ist ein französischer Kunsthistoriker und Kunstsammler. Auf Grund seiner Expertise trug den Spitznamen „Père Lachaise“ (dt. Der Vater des Stuhls).

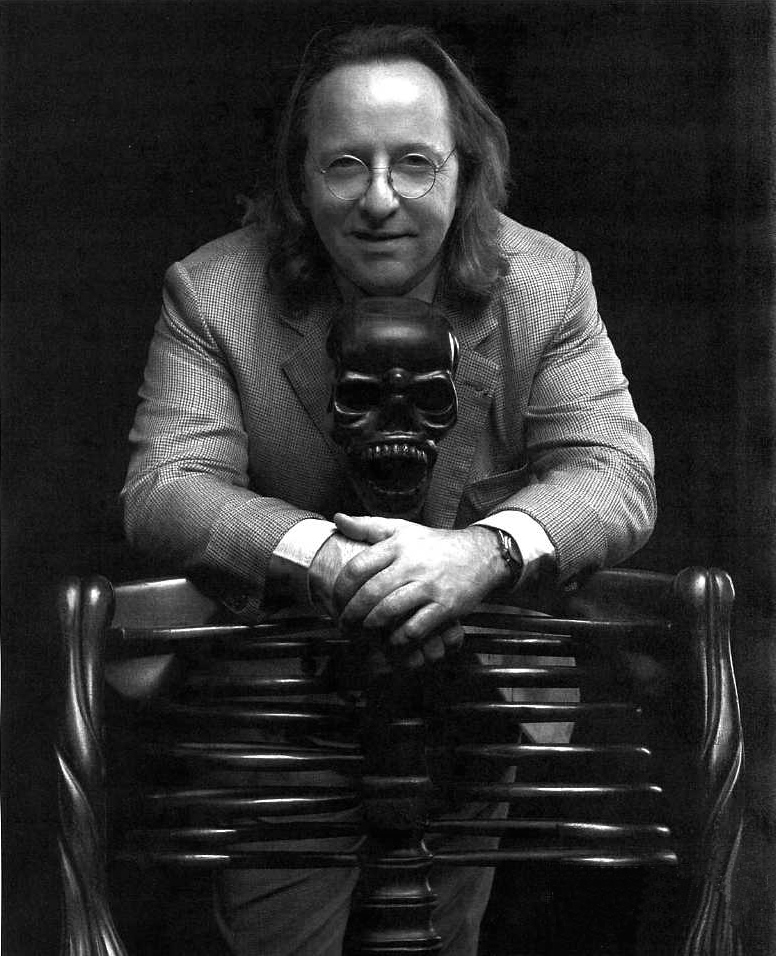
Georges Boris Pallot (2013)

## Leben
Pallot wurde als Sohn des Antiquitätenhändlers Maurice-Claude Pallot geboren. Er studierte zunächst an der Universität Lyon Literaturwissenschaften und Kunstgeschichte, wechselte dann aber zur Universität Paris IV (Sorbonne). Er schloss 1986 mit dem Diplôme d’études approfondies in Kunstgeschichte mit der Arbeit Les Tilliard et les Foliot, menuisiers en sièges aux XVIIe et XVIIIe siècles ab. An der Universität Paris IV war er auch als Lehrbeauftragter tätig.
In dem Antiquariat Didier Aaron et Cie leitete er die Möbelabteilung. Er spezialisierte sich auf die Möbel und die Innenausstattung des 18. Jahrhunderts und wurde Sachverständiger in diesem Gebiet. Mit den beiden Publikationen L’Art du siège au XVIIIe siècle en France und Le Mobilier du musée du Louvre - sièges et consoles XVIIe et XVIIIe siècles erwarb er internationale Anerkennung als Experte.
Er ist Träger des Ordre des Arts et des Lettres, seit 2011 im Offiziersrang.

## Kontroversen
Bereits 2000 machte Pallot auf sich aufmerksam, weil er die Echtheit zweier Stühle aus dem Schloss Bagatelle anzweifelte. Bei der Nachprüfung sprach sehr vieles für die Echtheit.
2001 bewertete er einen Sessel, der aus dem Belvédère-Pavillon des Petit Trianon stammen und bei Sotheby’s versteigert werden sollte. Da er den Sessel als nicht echt einstufte, sahen die Versailler Museen von einem Erwerb schließlich ab. Der Sessel wurde für 2 Millionen Franc nach Amerika verkauft und erzielte 2015 bei einer Auktion in London den nahezu achtfachen Preis.

## Strafverfahren
Im Juni 2016 wurden Pallot und der Kunsthändler Laurent Kraemer nach Ermittlungen des Office central de lutte contre le trafic des biens culturels (Spezialeinheit der französischen Polizei für Kulturgutkriminalität) wegen organisierten Betrugs und Geldwäsche festgenommen. Wenig später wurde auch der Restaurator Joël Loinard aus der Werkstatt Bruno Desnoues angeklagt. Später wurde Bruno Desnoues die Fertigung der Stühle nachgewiesen. Ihnen wurde vorgeworfen, gefälschte Stühle (Nachahmungen aus dem Belvédère-Pavillon) verkauft zu haben. Diese Stühle waren im Dezember 2013 als nationales Kulturgut eingestuft worden, wobei die Bewertung die „hervorragende Qualität“ und die „besondere Vergoldung“ lobte. Die Stühle wurden für zwei Millionen Euro an einen ausländischen Sammler verkauft. Es wurde dahinter der Emir von Katar vermutet.
Laurent Kraemer behauptete, selbst betrogen worden zu sein und stritt die Vorwürfe ab. Er hat die düpierten Käufer entschädigt.
Pallot und Desnous wurden am 11. Juni 2025 zu Haft- und Bewährungsstrafen verurteilt, während Kraemer freigesprochen wurde. Beide haben zudem hohe Geldstrafen und Schadensersatz zu leisten.

## Werke
- 1772. Fournisseurs et clients de Nicolas Heurtaut à l’époque néo-classique in: L’Estampille, März 1985, S. 52–59.
- Ecran de feu rocaille in: L’Estampille, September 1985, S. 65–66
- Nicolas Heurtaut, menuisier et sculpteur en sièges, Sorbonne, 1985
- Secrétaire de Canabas in: L’Estampille, Februar 1986, S. 59–60 (unter dem Pseudonym Boris Guichené)
- Les Tilliard et les Foliot, menuisiers en sièges, Sorbonne, 1986
- Les meubles peints sur fond d’érable-sycomore, in: Connaissance des Arts, Februar 1987, S. 98–108
- Pour un Versailles italien in: Connaissance des Arts, Juni 1987, S. 62–64
- Contant, Foliot et le palais Bernstorff, in: Chevotet Contant, Chaussard. Un cabinet d’architecte au siècle des lumières, Paris 1987, S. 105–107
- L’Art du siège au XVIIIe en France (1720–1775), Paris 1987, Éditions ACR-Gismondi
- Les commodités de la conversation, in: L’Objet d’Art, November 1987, S. 52–62
- L’art du siège selon Nicolas Heurtaut, in: Connaissance des arts, Oktober 1987, S. 102–110
- Le salon du baron Bernstorff par N.Q Foliot, in: L’Estampille, Dezember 1987, S. 22–28
- Le syndrome du siège, in: Drouot 1986–1987, 1987, S. 200–202
- De l'élaboration d’un siège au XVIIIe, in: Catalogue Salon d’Antibes, April 1988
- 1793. Pour une poignée de livres, in: Demeures et Châteaux, Juli 1989, S. 29–30
- The art of chair in eighteenth century France, Paris, 1989, Éditions ACR-Gismondi
- 1700–1880, Meubles et objets d’art. Katalog der Galerie Didier Aaron, Paris, von 1990 bis 2012
- Tous les chemins mènent à Bruxelles, in: Connaissance des Arts, Februar 1991, S. 52–59
- Dessins à desseins, in: Connaissance des Arts, April 1992, S. 60–67
- Mourir assis, Ausstellung „Sièges sous influences“, Louvre des Antiquaires, Mai bis August 1991
- Les sièges turcs du comte d’Artois, in: L’Estampille, Juli 1991, S. 46–51
- Carlton House ou le goût du prince, in: Connaissance des Arts, Oktober 1991, S. 110–117
- De quelques vérités sur le mobilier miniature, Vorwort zur Ausstellung „Meubles miniatures et modèles“, Galerie Laloux-David, Brüssel, Dezember 1991
- L’évolution de la commode, in: Connaissance des Arts, Sonderausgabe, September 1992, S. 29–35
- Les quatre fauteuils de Madame Infante, in: Catalogue Biennale des Antiquaires, September 1992, S. 26–39
- Le comte d’Artois, in: Connaissance des arts, Sonderausgabe zur Bagatelle, 1993, S. 8–21
- Le mobilier du musée du Louvre – Sièges et consoles XVIIe et XVIIIes, Dijon, 1993, Éditions Faton
- Les sièges du château de Saint-Cloud, in: L'Estampille – L’Objet d’art, Oktober 1993, S. 34–47
- Louvre chairs, in: Antique, Dezember 1993, S. 602–603
- Un siège à succès de Nicolas Heurtaut in L’Estampille – L’Objet d’art, Oktober 1994, S. 38–47
- Foliot et les sièges du baron Bernstorff, in: Catalogue Biennale des Antiquaires, November 1994, S. 122–131
- Le mobilier du musée du Louvre – XVIIe et XVIIIes , in: L’Estampille – L’Objet d’art, Nr. 10 H, 1994.
- Le lit d’Effiat, rare témoignage du lit à la française au XVIIe und  Les différents types de lits et les créations des ornemanistes, in: Dossier de l’Art, Heft 22, Februar/März 1995, S. 16–21
- Sur les traces du 4e fauteuil de la duchesse de Parme, in: L’Estampille – L’Objet d’art, Mai 1995, S. 58–66
- Les sièges à l’Antique de la marquise de Marbeuf, in: L’Estampille – L’Objet d’art, Oktober 1996, S. 44–53
- Le XVIIIe en état de sièges, in: Maison Française, Dezember 1996, S. 174–177
- B.V.R.B., une histoire d’encoignures et de laque du Japon, in: Connaissance des Arts, Oktober 1997, S. 60–65
- Hache. Une dynastie de menuisiers-ébénistes à Grenoble, in: Connaissance des Arts, Dezember 1997, S. 82–88
- Menuisiers au XVIIIe, in: Le Sentier Bonne-Nouvelle, Action Artistique de la Ville de Paris 1999, S. 110–114
- Les sièges de la collection Karl Lagerfeld, in: L’Estampille - L’Objet d’art, April 2000, S. 42–57
- La duchesse d’Enville et les péripéties de La Roche Guyon, in: L’Estampille-L’Objet d’art, Juni 2001, S. 50–59
- 1768. Nicolas Heurtaut et la duchesse d’Enville, in: Le retour d’Esther. Les fastes retrouvés du château de La Roche Guyon, Schloss La Roche-Guyon, 2001
- Le menuisier Nicolas Heurtaut chez le prince de Conti et le comte d’Artois, in: L’Estampille-L’Objet d’art, Juli 2002, S. 68–74
- Deux chaises attribuées à Séné conservées au Louvre et au musée Jacquemart-André, in: La Revue des Musées de France - Revue du Louvre, April 2004, S. 218–227
- 1730. Dix fauteuils en Savonnerie jaune du château de La Roche Guyon, in: Objets d'art. Mélanges en l’honneur de Daniel Alcouffe, Dijon, 2004, S. 78–80
- Les sièges Louis XV, in: France Antiquités, November 2004, S. 4–10, 58–60, 64–65, 70–73
- Le mobilier français du musée Jacquemart-André mit N. Sainte Fare Garnot, Dijon, 2006
- Le mobilier retrouvé du musée Jacquemart-André mit N. Sainte Fare Garnot, in: L’Estampille-L’Objet d’art, März 2006, S. 38–49
- Louis XVI ressuscité en son château, in: Le Journal des arts, Januar 2007, Ausgabe 250, S. 8
- Marqueteries en cloisonné de la veuve Duvinage, in: L’Estampille-L’Objet d’art, September 2007, S. 72–82
- Avatars, the 18th century origins of Design, Juni 2010, Katalog und Kuratur der Ausstellung Avatars
- 18°, aux sources du design. Chefs-d’œuvre du mobilier 1650–1790, Versailles, Museum im Schloss Versailles, 2014/15, Ausstellungskatalog, Dijon, 2014